# Krissy Wendell-Pohl
Krissy Wendell-Pohl (n. 12 septembrie 1981, Minnesota, SUA) este o sportivă ce a reprezentat Statele Unite ale Americii, medaliată olimpică. A participat la 2 ediții ale Jocurilor Olimpice (2002, 2006) în care a câștigat o medalie de argint și o medalie de bronz.